# Afganistán en los Juegos Olímpicos de Tokio 2020
Afganistán estuvo representado en los Juegos Olímpicos de Tokio 2020 por un total de cinco deportistas, cuatro hombres y una mujer, que compitieron en cuatro deportes.
Los portadores de la bandera en la ceremonia de apertura fueron el practicante de taekwondo Farzad Mansouri y la atleta Kamia Yousufi. El equipo olímpico afgano no obtuvo ninguna medalla en estos Juegos.